# Juan de Valdés Leal
Juan de Valdés Leal (Sevilla, 4 de maig de 1622 - † Sevilla, 15 d'octubre de 1690) pintor i gravador barroc.

## Biografia
El 4 de maig de 1622 és batejat a Sevilla Juan de Valdés Leal, fill de l'orfebre lusità Fernando de Nisa i de la sevillana Antonia de Valdés Leal, per lo qual el seu nom, conforme als usos actuals, seria Juan de Nisa de Valdés.
Sobre la seva formació artística no es disposa d'informació; pel que sembla, va ser deixeble d'Antonio del Castillo a Còrdova i allí es va casar, el 1647, amb Isabel, d'il·lustre família, al dir d'Antonio Palomino. Els encàrrecs aviat van començar a aparèixer i Valdés Leal va disposar de casa pròpia amb taller al carrer de la Feria. L'epidèmia de pesta que sofreix Còrdova l'any 1649 motivarà la marxa de Valdés Leal i la seva família a l'any següent a Sevilla, on arrenda una casa al carrer Boticas. El seu primer encàrrec a la capital andalusa està documentat l'any 1652: un cicle de pintures per al convent de Santa Clara a Carmona entre les quals destaca la Retirada de los sarracenos.
El 1654 de nou retornà a Còrdova, batejant a la seva primera filla, Luisa Rafaela. Possiblement a l'any següent realitzaria un breu viatge a Madrid, contractant el 1655 l'execució del Retaule de l'església del convent dels Carmelites Calçats de Còrdova. El trasllat de Zurbarán i Herrera el Vell a Madrid durant aquesta dècada de 1650 obriria majors oportunitats a Sevilla, on Murillo quedava com primer pintor. Aquesta seria la raó per la qual Valdés Leal es va instal·lar definitivament a la capital sevillana el 1656, fent-se amb una no menyspreable clientela, encara que acontentant-se sempre amb treballs de caràcter secundari i a inferiors preus que Murillo. La seva segona filla -Eugenia María- neix l'any 1657 i a l'any següent Valdés Leal es dirigeix al capítol municipal sevillà per a sol·licitar que se li eximís de la realització de l'obligat examen com mestre pintor, al·ludint a la seva precària economia, situació que li acompanyarà al llarg de la seva vida. El capítol li va concedir una llicència temporal que li va permetre ocupar-se del seu ofici sense cap impediment, arribant l'any 1659 al càrrec d'examinador municipal del gremi de pintors sevillans. A l'any següent va fundar -al costat d'Herrera el Jove i Murillo- l'Acadèmia de Pintura, ocupant-se a primera instància de recaptar les quotes dels acadèmics per a sufragar les despeses de la institució. Quan Murillo va abandonar la direcció de l'Acadèmia serà Valdés Leal l'encarregat de dirigir-la. Va ser triat, per aquestes dates, majordom de la confraria de Sant Lluc, del gremi de pintors. El 1661 naixerà el seu tercer fill, Lluc, futur hereu del seu taller encara que no del seu talent artístic. Entre 1664 i 1667 naixeran dues filles més -Maria de la Concepció i Antònia Alfonsa-. Precisament el 1667 ingressarà a la Germanor de la Santa Caritat de Sevilla, per a l'església de la qual de l'Hospital realitzaria entre 1671-72 les seves obres més famoses: els Jeroglíficos de las Postrimerías, formant part del programa iconogràfic dissenyat per Miguel Mañara, artífex d'aquests magnífics treballs. Destaquen entre aquesta sèrie de quadres In ictu oculi i Finis gloriae mundi, obres de tema macabre i al·lusius a la banalitat de la vida terrenal i a la igualtat humana a la vida d'ultratomba que reflecteixen el pessimisme regnant a la fi del barroc espanyol, contrastant amb la dolça visió de la vida que oferix el seu contemporani, el pintor Murillo.
El 1673 va pintar una sèrie de quadres sobre la vida de Sant Ambròs per l'oratori baix del Palacio Arzobispal de Sevilla per encàrrec de l'arquebisbe don Ambrosio Spínola. Tots ells van desaparèixer durant la Guerra de la Independència, quan el mariscal Soult va convertir el Palau a la seva caserna general, i es van donar per perduts fins que van reaparèixer els anys 1960 i 1981 al mercat de l'art. El 1682, a la mort de Murillo, Valdés Leal quedava com el més important pintor a Sevilla, tot i que va patir aquest mateix any un atac d'apoplexia que va minvar les seves condicions físiques. Aquesta darrera dècada la dedicarà a la realització d'importants cicles decoratius a diferents edificis religiosos sevillans com l'Hospital de la Caritat, l'església del Monestir de San Climent o l'església de l'Hospital dels Venerables, decoració aquesta darrera que va compartir amb el seu fill Lluc, ja que la seva salut s'anava ressentint a poc a poc. El 9 d'octubre de 1690 Valdés Leal redacta el seu testament, i mor al cap de pocs dies per a ser enterrat el 15 d'octubre de 1690 a l'església de Sant Andreu a Sevilla.

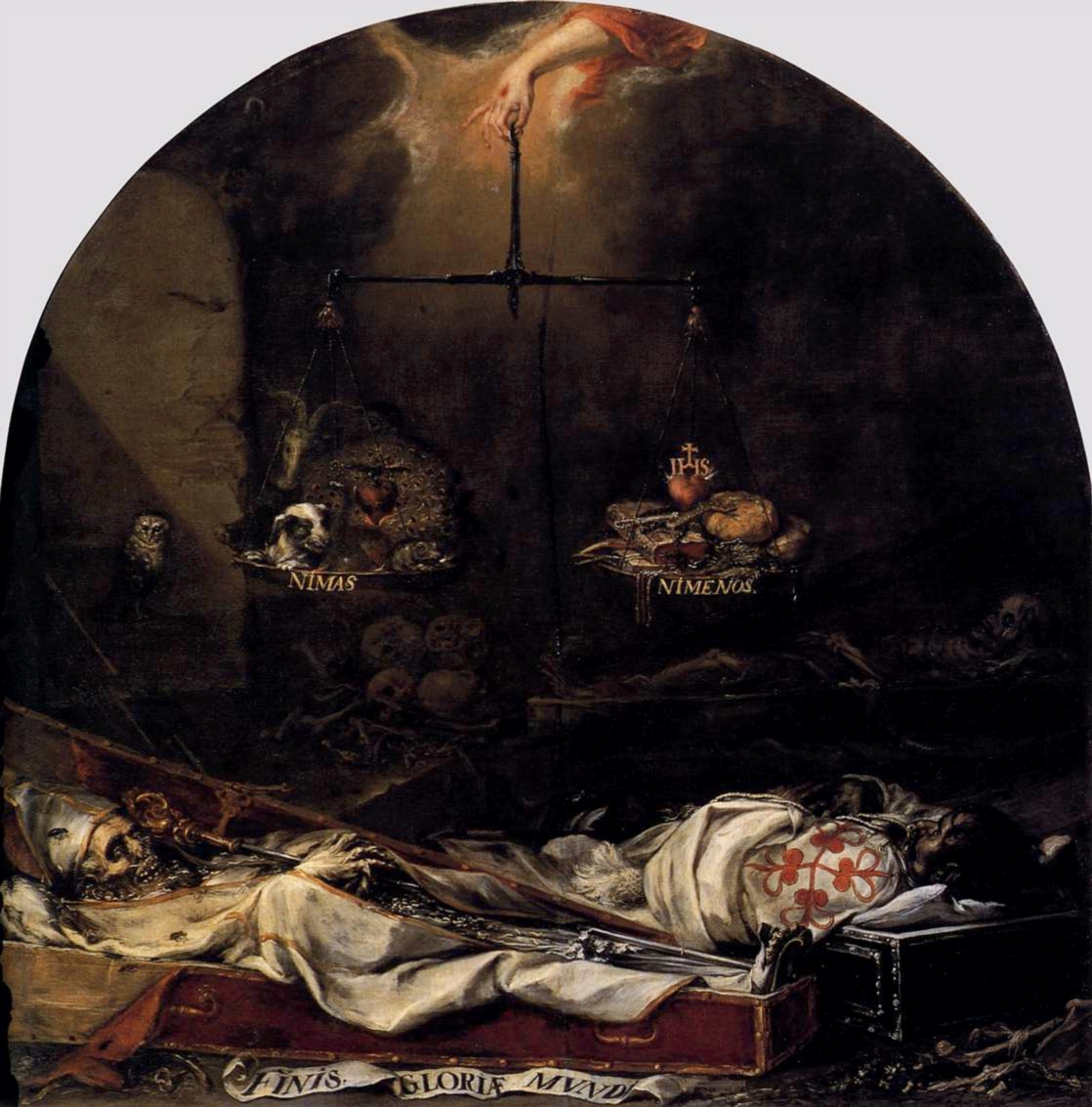
Finis gloriae mundi, de Valdés Leal

## Obra
L'obra de Juan de Valdés Leal manifesta ja des del principi un estil absolutament barroc, marcadament naturalista i amb tendència al tenebrisme, amb dibuix contundent, un colorit fort i poc matisat i uns volums monumentals. Posseïx una particular sensibilitat pictòrica inclinada cap al dramatisme, amb gran lleugeresa de toc i un especial interès per l'expressivitat, que protagonitza les seves composicions en detriment de la bellesa i la correcció formal. S'inscrigué en el corrent contrareformista i cultivà el gènere del vanitas, tot recorrent al recurs de l'horror vacui. Tenia tendència per a la temàtica macabra o grotesca, però amb un viu sentit del moviment, brillant colorit i dramàtica il·luminació. Malgrat ser contemporani de Murillo, el seu major rival pictòric de la Sevilla de lseu temps, el seu temperament era completament oposat; Valdés Leal, nerviós i violent, es deixava seduir més pel moviment desenfrenat i per l'expressió, pel sentit d'un exagerat dramatisme i un intens colorit, que per la dolçor i el costumisme burgès del primer.
Faceta important també a l'art de Valdés Leal és la de gravador, gènere al qual va iniciar així mateix als seus col·laboradors i deixebles, igual que ho havia fet a la pintura mural i al qual va deixar exemplars de la qualitat del seu autoretrat (Biblioteca Nacional a Madrid), la custòdia de Arfe de la catedral de Sevilla, restaurada sota la seva direcció, i sobretot les làmines del llibre de Fernando de la Torre Farfán sobre les festes celebrades a Sevilla el 1671, amb motiu de la canonització de Ferran III de Castella. Amb Valdés Leal l'escola sevillana de pintura va arribar al moment àlgid del seu barroquisme, atès que el seu art, tant pel seu sentit expressionista com per la soltesa dels seus colors, arriba a pressentir a Goya i a exercir influència sobre romàntics i impressionistes francesos. La sala VIII del Museu de Belles Arts de Sevilla està dedicada a Juan de Valdés Leal. Actualment a Catalunya podem trobar obres d'aquest artista al Museu Nacional d'Art de Catalunya i a la Biblioteca Museu Víctor Balaguer de Vilanova i la Geltrú.